# أوثرا

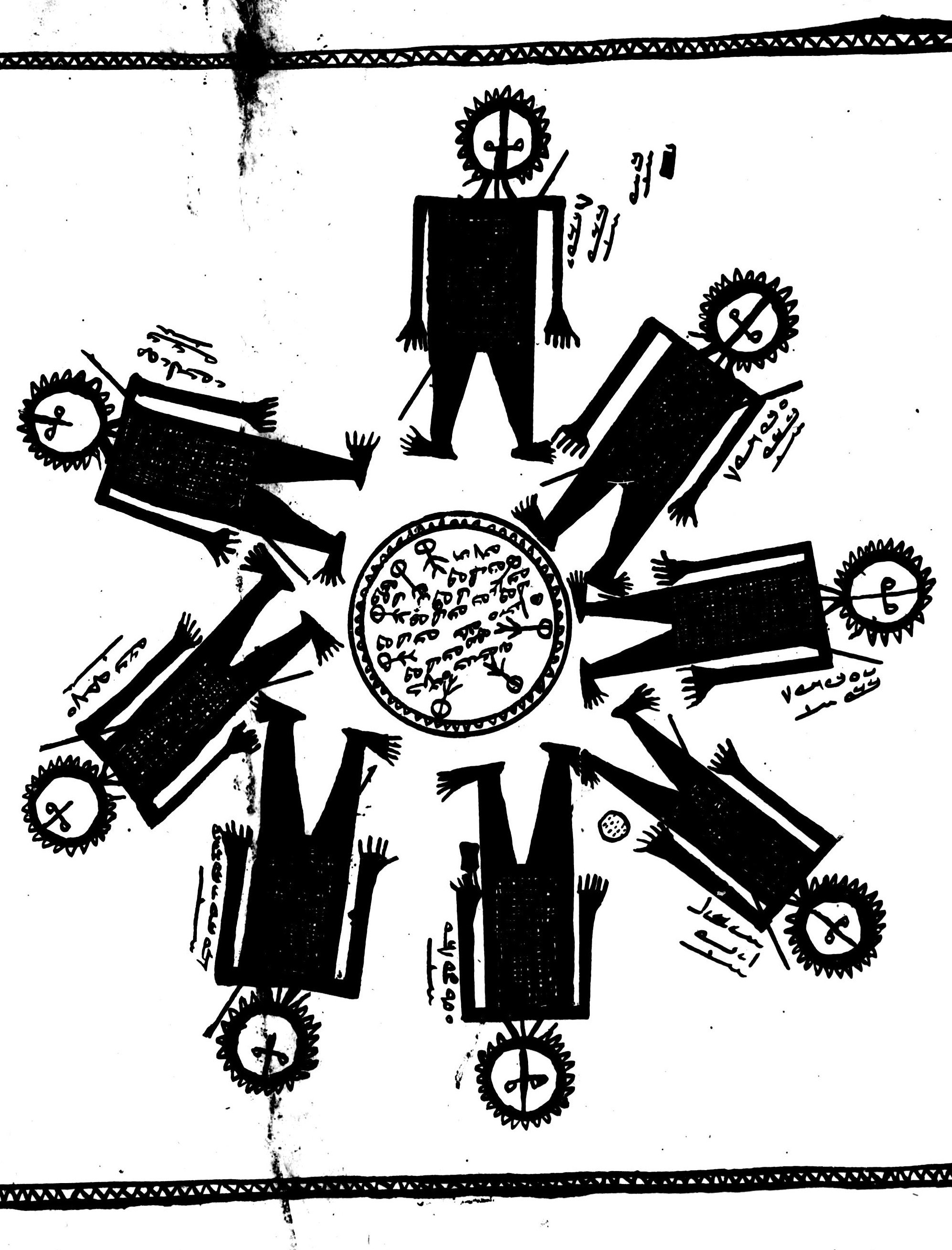
رسم توضيحي لعدة أوثرات في كتاب "زهرون رضا كاسيا" (المخطوطة DC 27). في اتجاه عقارب الساعة، بدءًا من أعلى مركز الشكل (واقفًا منتصبًا): نيدبي، وأداثان، وياداثان (كشخصيتين منفصلتين)، وهيبيل زيوا، وأشغاندا (مساعد الكاهن، الشخصية الوحيدة بدون مارغنا)، ومارا د-رابوتا ("أبو العظمة")، وأنوش، وشيلماي.

An uthra or ʿutra ( المندائية الكلاسيكية: ࡏࡅࡕࡓࡀ ، المندائية الجديدة oṯrɔ، تُكتب تقليديًا eutra ؛ جمع: ʿuthrē، تُكتب تقليديًا eutria ) هو "رسول إلهي للنور" في المندائية. ترجمها تشارلز جي. هابرل وجيمس إف. ماكجراث إلى "الفضيلة". عرّفهم جوريون جاكوبسن باكلي بأنهم "كائنات من عالم النور، تُسمى 'utras' (مفردها: 'utra' ثروة'، لكنها تعني 'ملاك' أو 'حارس')." قارنهم ألدهيسي (2008) باليازاتا في الزرادشتية. وفقًا لـ ES Drower، "'uthra' هو كائن أثيري، روح النور والحياة." :2
Uthras هم كائنات خيرية تعيش في škinas ( ࡔࡊࡉࡍࡀ، "المساكن السماوية") في عالم النور ( alma ḏ-nhūra ) ويتواصلون مع بعضهم البعض عبر التخاطر. كما يُذكر أحيانًا أن الأوثرا موجودون في أنانا ("سحابة"؛ على سبيل المثال، في كتاب جينزا الأيمن 17، الفصل 1)، والتي يمكن تفسيرها أيضًا على أنها زوجات. يخدم العديد من الأوثرا أيضًا كأوصياء ( naṭra )؛ على سبيل المثال، شيلماي ونيدباي هما حارسان على بيرياويس، الأردن العظيم ( yardna ) للحياة. الأوثرا الأخرى هي غفناس، أو كروم عنب سماوية.
تُعرف الأوثرات التي ترافق الأشخاص أو الأرواح باسم باروانقا ( ࡐࡀࡓࡅࡀࡍࡒࡀ )، والتي يمكن ترجمتها إلى "دليل" أو "مبعوث" أو "رسول".

## علم أصول الكلمات
يُعتقد عادةً أن كلمة Uthra قريبة من الكلمة الآرامية ʿuṯrā "الثروات"، المشتقة من الجذر السامي *ʿ-ṯ-r "أن تكون غنيًا". واستنادًا إلى هذا الأصل اللغوي، يقترح إي إس دراور وجود تشابه مع إله العواصف في جنوب شبه الجزيرة العربية، عطار، الذي يوفر الري للناس.
ومع ذلك، فإن هذا الاشتقاق محل نزاع من قبل تشارلز جي. هابرل (2017)، الذي يقترح أن الاسم النمطي ʾaqtal *awtərā 'التميز'، مشتق من الجذر السامي *w-t-r 'تجاوز'.

## تسمية
غالبًا ما يستخدم شعب أوثرا مصطلح زيوا / زيوا ( ࡆࡉࡅࡀ أُضيفت كلمة "إشعاع" بعد أسمائهم، نظرًا لأصولهم من عالم النور. في المانوية، يُستخدم المصطلح السرياني "زيوة" ( ܙܝܘܐ ) يستخدم أيضًا للإشارة إلى يسوع باسم إيشو زيوا ( السريانية: ܝܫܘܥ ܙܝܘܐ ( يسوع البهاء )، الذي أُرسل لإيقاظ آدم وحواء إلى مصدر النور الروحي المحاصر داخل أجسادهم المادية.
عادةً ما تحمل أزواج الأوثرا أسماءً متناغمة. قد تكون الأسماء متجانسة (مثل: أداثان وياداثان )، أو قد يحتوي أحد الأسماء على حرف ساكن أو مقطع لفظي (مثل: كابان وكانبان). في المانوية، قد تحمل أزواج الكائنات السماوية أسماءً متناغمة، مثل: إكسروشتاغ وبادفاكستاغ. يناقش غاردنر (2010) أوجه تشابه أخرى مع المانوية.

## قائمة الأوثرات

### الأوثرات المذكورة بشكل شائع
فيما يلي قائمة جزئية بالأوثرات. تُدرج بعض أسماء الأوثرات دائمًا معًا كأزواج.
- ماندا د-هايي، المنقذ أوثرا الذي يعني اسمه " معرفة الحياة "
- الثالوث المتكون من أبناء آدم الثلاثة حسب الكتاب الأول من الجنزا اليسرى :
  - هبيل ( هابيل )
  - شيتيل ( سيث )
  - أنوش ( إنوش )
- الانبعاثات :
  - يوشامين (الحياة الثانية): الإرثرا البدائي
  - أباتور (الحياة الثالثة): والد بتاحيل
  - بتاهيل (الحياة الرابعة): خالق العالم المادي
- سام زيوا ( شيم ): شيم قريب من الشخصية الملائكية الخلاصية سام زيوا
- شيلماي ونيدباي هما زوج من الأوثرا الذين يعملون كأرواح حارسة ( ناترا ؛ جمع: ناتريا ) للأردن ومندوبي ماندا دي-هايي، الذين ينفذون عمل الله ( هايي رابي ). (انظر Xroshtag و Padvaxtag في المانوية.)
- أداثان ويادثان هما زوج من الأوثرا الذين يقفون عند بوابة الحياة، يسبحون الله ويعبدونه.

### فيغينزا رابا
ومن الآثار الأخرى المذكورة في كتاب غينزا رابا :
في كتاب "يمين غينزا" 5.1، يعين ياوار زيوا أربعة أوثرا على كل الاتجاهات الأربعة لمراقبة أور ( انظر أيضًا حراس الاتجاهات ):
- الغرب : أزازيئيل، أزازيئيل، تقبئيل، ومرقزئيل الكبير
- شرقًا : أوربئيل، ماربئيل، تقبئيل وحنانئيل
- الشمال : كانبان وكابان وجبران وجوبان
- جنوبًا : هيلائيل، قربائيل، نورائيل، ونوريائيل

### فيالقُلاستا
تُدرج بعض صلوات قُلاستا أسماءَ أوثراتٍ أقل شهرةً في مجموعاتٍ من أربعة. يُشار إليهم باسم "الرجال الأربعة، أبناء السلام" ( arba gubria bnia šlama ) في صلوات قُلاستا 8 و49 و71 و75 و77، وكذلك في غينزا اليمنى 5.4 و14 و15.8. تُشير إليهم صلاة قُلاستا 17 وغينزا اليسرى 1.2 باسم "الأوثرات الأربعة، أبناء النور" ( arba ʿutria bnia nhura ). يعتبرهم مارك ج. لوفتس (2010) مُوازيين للأربعة المُنيرين في الغنوصية السيثية. تُدرج صلاتا قُلاستا 17 و77 أسماءهم على النحو التالي:
- روم هاي ("الرحمة")
- إن هاي ("نبع الحياة" أو "مصدر الحياة"[14] )
- Šum-Hai ("الاسم")
- زمار هاي ("المغني")

تذكر صلاة كولستا رقم 49 "الرجال الأربعة، أبناء السلام" على النحو التالي:
- إين هاي
- شوم هاي ( شوم يمكن أن يعني كل من شيم و"الاسم")
- زيو -هاي ("الإشراق")
- نور-هاي ("النور")

يُعتبر هؤلاء الأربعة ملوك ( ملكيا ) نجم الشمال، الذين يمنحون الشمس القوة والحياة. وهم، إلى جانب مالكا زيوا (اسم آخر لحيّ ربي )، يُشكلون "الكائنات النورانية الخمسة البدائية". في المقابل، يعتبر المندائيون أن "أرباب عالم الظلام الخمسة" هم زرتاي-زرتاناي، وهاج وماج، وغاب وغبان، وشدوم، وكرون ( ويُعتقد أن الشياطين المزدوجة تحكم معًا كأرباب منفردين). (انظر المانوية § The World of Light لموازين مماثلة.)
ومن الآثار الصغرى الأخرى المذكورة في القُلْسَطَة :
- حمجاي زيوا، ابن حمجاي زيوا – مذكور في صلاة كولستا 3 وجينزه اليمنى 15:5.
- حاش (هاش) - مذكور في صلاة كولاستا 77. حاش-و-فراش أوثرا ("هاش وفراش أوثرا") مذكور في صلاة كولاستا 168 و169.
- حوران وحوران - ذُكرا في أدعية قُلاستا 14 و27 و28. في الدعاء 27، وُصف حوران بأنه ثوب، بينما وُصف حوران بأنه غطاء. كما ذُكر حوران في كِنزا اليمنى 15:2، كِنزا اليسرى 3:60، وإنجيل يوحنا المندائي 70.
- هزازبان (هزبان) - ورد ذكره في صلاتي القلستا 19 و27 كأثرة تضع أكاليل الزهور ( كليلة ) على رؤوس المندائيين الذين يؤدون المصبغة. أحيانًا تُسمى الكليلة نفسها هزازبان. كما ورد في كتاب غينزا رابا كحارس المطرة زان هزازبان في كتاب غينزا الأيمن 5: 3 و6. ربما تعني هزازبان "هذه المرة".[18]
- ׿הרה אסים הראה (أو הררה אסים הראה - ورد ذكره في دعاء القلسطا 5. دعاء 46 يذكر הרהה אסים הראה.
- كانفيل – مذكور في دعاء القلستا 168
- كركاوان زيوة – مذكور في صلاة قلتا 49
- بيريافيلل-مالاكا – ورد ذكرها مع بيرياويز -زيوا في صلاتي كولاستا 13 و17
- رهام ورحميئيل-أثرا – مذكوران في دعاء قلاستة 378
- صنائع – وردت في دعاء القلستا 77 و 105
- Šihlbun – مذكور في دعاء قلاستة 105
- الصريحون والبردون وكنفون – مذكور في صلاة قلتا 77
- سُحَاق زيوا (يُنطق [سʰāq zīwā]) - ذُكر في أدعية قُلاستا 18 و 105 و 173. كما ذُكر سُحَاق في كتاب "يمين غينزا " 15.5. في أسئلة الألف واثني عشر، سُحَاق زيوا أو آدم سُحَاق زيوا (حرفيًا "كان آدم إشعاعًا ساطعًا"[19] :75) يعادل آدم كاسيا.[20]
- شنجيلان (أو شينجلان-أوثرا) - مذكور في صلاة كولستا 105 وكتاب يوحنا المندائي 1 و69. وفقًا لكتاب يوحنا المندائي 1، "يأخذ شينجلان-أوثرا حامل البخور ويقدمه أمام المانا."[21]
- عُسر، المعروف أيضًا باسم عُسر هيا أو عُسر هاي ("كنز الحياة")، وكذلك عُسر نورا ("كنز النور") - مذكور في صلوات كولاستا 17، 27، 40، 42، 49، 75، و 77 ؛ مذكور مع بتا هاي في الصلوات 27، 49، و 77.
- يوكاشار – مذكور في صلوات كولاستا 53 و54 و55 و64 و77 و343
- ياها ياها – مذكور في دعاء قلتة 15
- يالوز يالوز – ورد في دعاء قولستا 22 و50
- زها زها – مذكور في دعاء قولستا 15
- الذر – مذكور في صلاة قلتا 26

### في نصوص أخرى

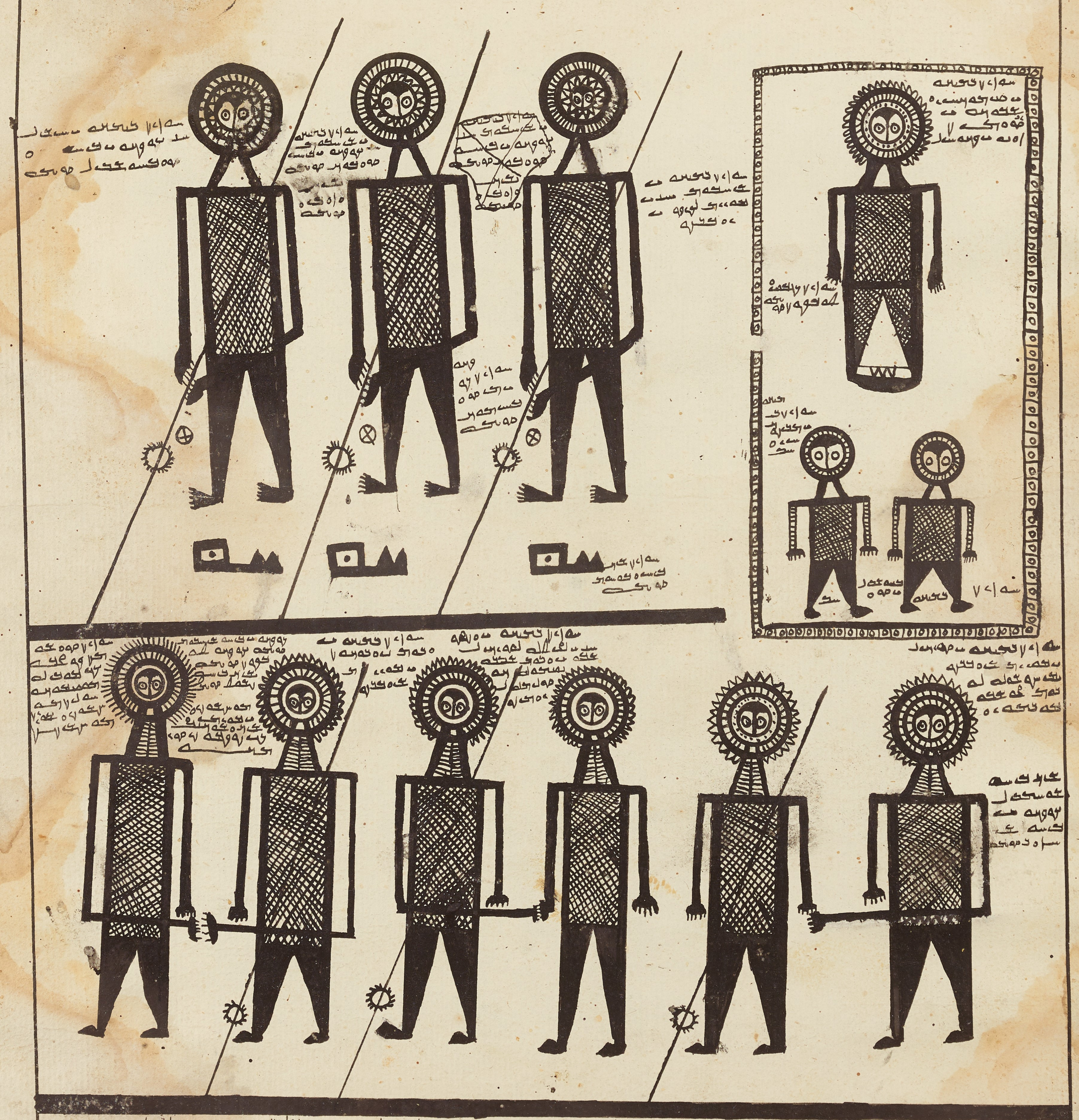
أوثرا في ديوان أباتور (DC 8): هيبيل (الزاوية العلوية اليسرى)، بهرام (على يمين هيبيل)، سمات هايي، (الزاوية العلوية اليمنى)، إلى جانب آدم، أنوش، شيتيل، وياداتان (الصف السفلي من أوثرا)

في كتاب يوحنا المندائي، إتينسيب زيوة ( المندائية الكلاسيكية: ࡏࡕࡉࡍࡑࡉࡁ ࡆࡉࡅࡀ، ت.ح. 'Splendid Transplant' ) هو أوثرا الذي يبدأ معركة ضد نباط.
- أرسبان، وهو اسم مرتبط بالماء والمعمودية؛ وهو أيضًا اسم عرش في ديوان أباتور
- بهداد، أوثرا الذي يساعد أباتور في الميزان في ديوان أباتور
- قيّمت – ابنة يوشامين، لديها 15 ولدًا من بتاحيل[23]
- رحميئيل – يُذكر غالبًا في تعويذات الحب
- سمندرئيل – زهرة وروح متفتحة؛ ورد ذكرها أيضًا في دعاء قلستا 105
- شرحابئيل - في ديوان الأباتور، هو ابن بتاحيل الذي يحكم المطهر. وقد صُوّر شرحابئيل ذكرًا وأنثى، وهو أيضًا لقب كأس البخور الطقسي.[23]
- شاق – ابن بتاحيل وحاكم مطرة؛ يعني "سحابة"

مذكور في Alma Rišaia Zuṭa :
- مدابرييل

### جوفنا
في النصوص المندائية المختلفة، تم وصف العديد من الكائنات السماوية على أنها كروم عنب مجسدة ( جوفنا أو غوبنا ) في عالم النور.

### الأشجار
في العديد من المخطوطات المندائية، يمكن وصف "أوثرا" أيضًا بأنها أشجار سماوية مُجسّدة. تحتوي العديد من المخطوطات المندائية على رسوم توضيحية للأشجار. من بينها:
- Dmut Kušṭa (MS Asiatic. Misc. C. 12)
  - أباتور راما، كنخلة تمر
  - حبشابة، كشجرة التين
  - ياور زيوا، نبات قطن عظيم
  - يوشامين، كشجرة التوت
- ديوان أباتور (DC 8)
  - شاترين
  - غابرييل رحمت (نخلة التمر التي أحبتها غابرييل)
- معمودية هيبيل زيوا (DC 35)
  - نسب
  - بيرون
- Alma Rišaia Rba (DC 41): Haneil, Marmag, Mašqeil, Nahreil, Nahureil, Rahimeil (depicted twice), Samkieil, Tarwan

### أنانا
المصطلح المندائي أنانا ( المندائية الكلاسيكية: ࡀࡍࡀࡍࡀ ) تُترجم عادةً إلى "سحابة"، ولكن يمكن تفسيرها أيضًا على أنها زوجة أنثى لـ uthra، وبالتالي أيضًا uthra.
في صلوات Qulasta مثل Asut Malkia، تُستخدم كلمة niṭufta (المكتوبة niṭupta )، والتي تعني في الأصل "قطرة" وتُرجمت أحيانًا أيضًا إلى "سحابة"، غالبًا أيضًا كتسمية للإشارة إلى أزواج uthras. ويمكن تفسيرها أيضًا على أنها السائل المنوي أو بذرة الأب (Hayyi Rabbi)، أو قطرة مجسمة من "ماء الحياة". :13

## قراءة إضافية
- Lidzbarski، Mark (1906). Uthra und Malakha. A. Töpelmann (vormals J. Ricker). مؤرشف من الأصل في 2024-01-04. (Internet Archive)